# Macrolenes magnibracteata
Macrolenes magnibracteata är en tvåhjärtbladig växtart som beskrevs av Reinier Cornelis Bakhuizen van den Brink. Macrolenes magnibracteata ingår i släktet Macrolenes och familjen Melastomataceae. Inga underarter finns listade i Catalogue of Life.